# Stâna de Mureș, Alba

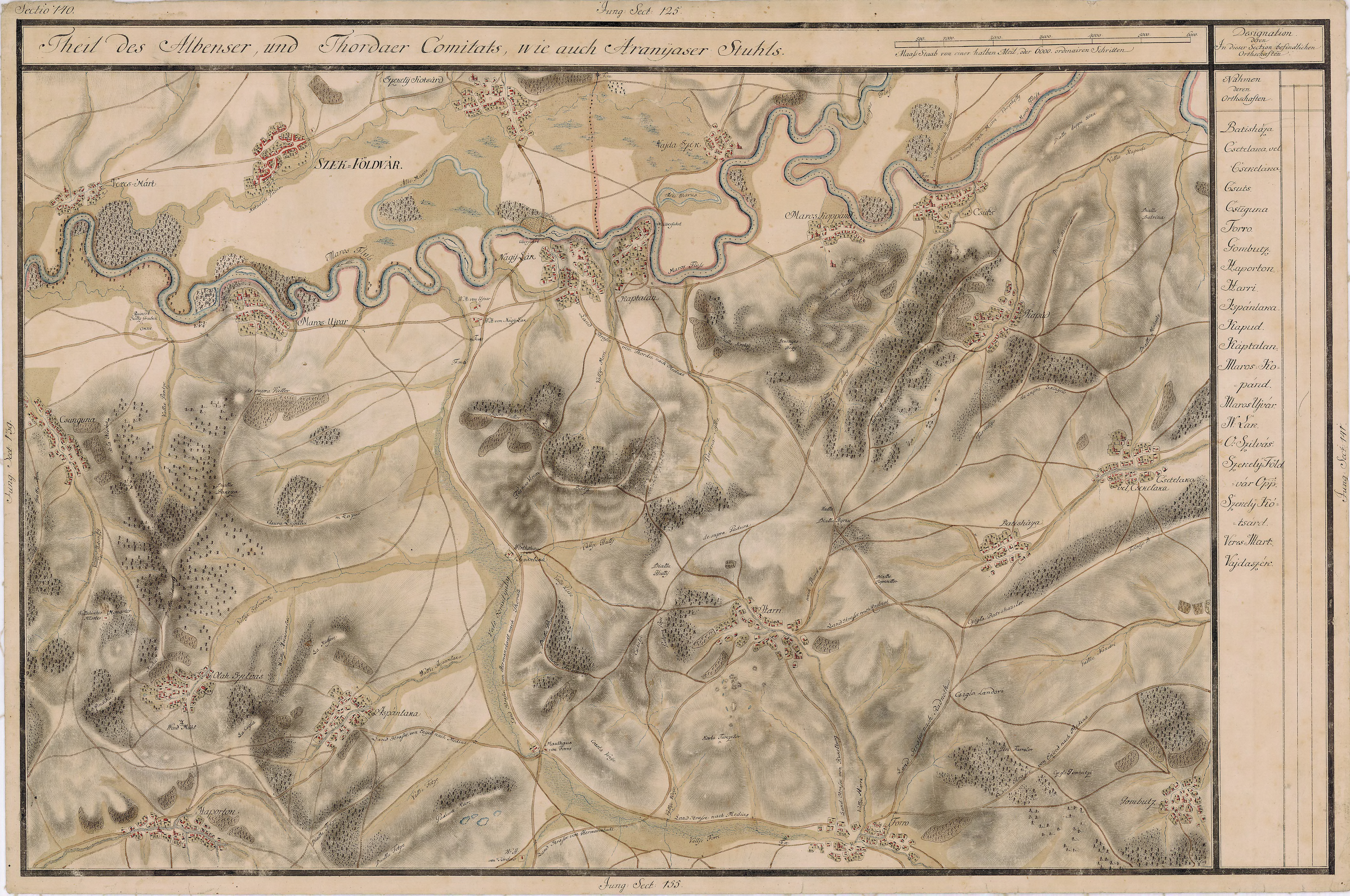
Stâna de Mureș pe Harta Iosefină a Transilvaniei, 1769-1773 (Sectio 140)

Stâna de Mureș (Ciuci până în 1964, în maghiară Maroscsúcs) este un sat în comuna Noșlac din județul Alba, Transilvania, România.

## Generalități
Tip localitate: sat.
Populație: 255 locuitori.

## Date geografice
Zona: Podișul Târnavelor - Terasele Mureșului.
Ape: Mureș.
Confluențe: Arieș.

## Istoric
Pe Harta Iosefină a Transilvaniei din 1769-1773 (Sectio 140) localitatea apare sub numele de „Csúcs”.

## Date geografice
Satul este mărginit la est și la sud de o zonă de deal, la nord-est de râul Mureș, la vest de satul Copand, iar la sud-vest de satul Valea Ciuciului.

## Transporturi
Localitatea are legătură feroviară cu stația Gligorești.

## Imagini

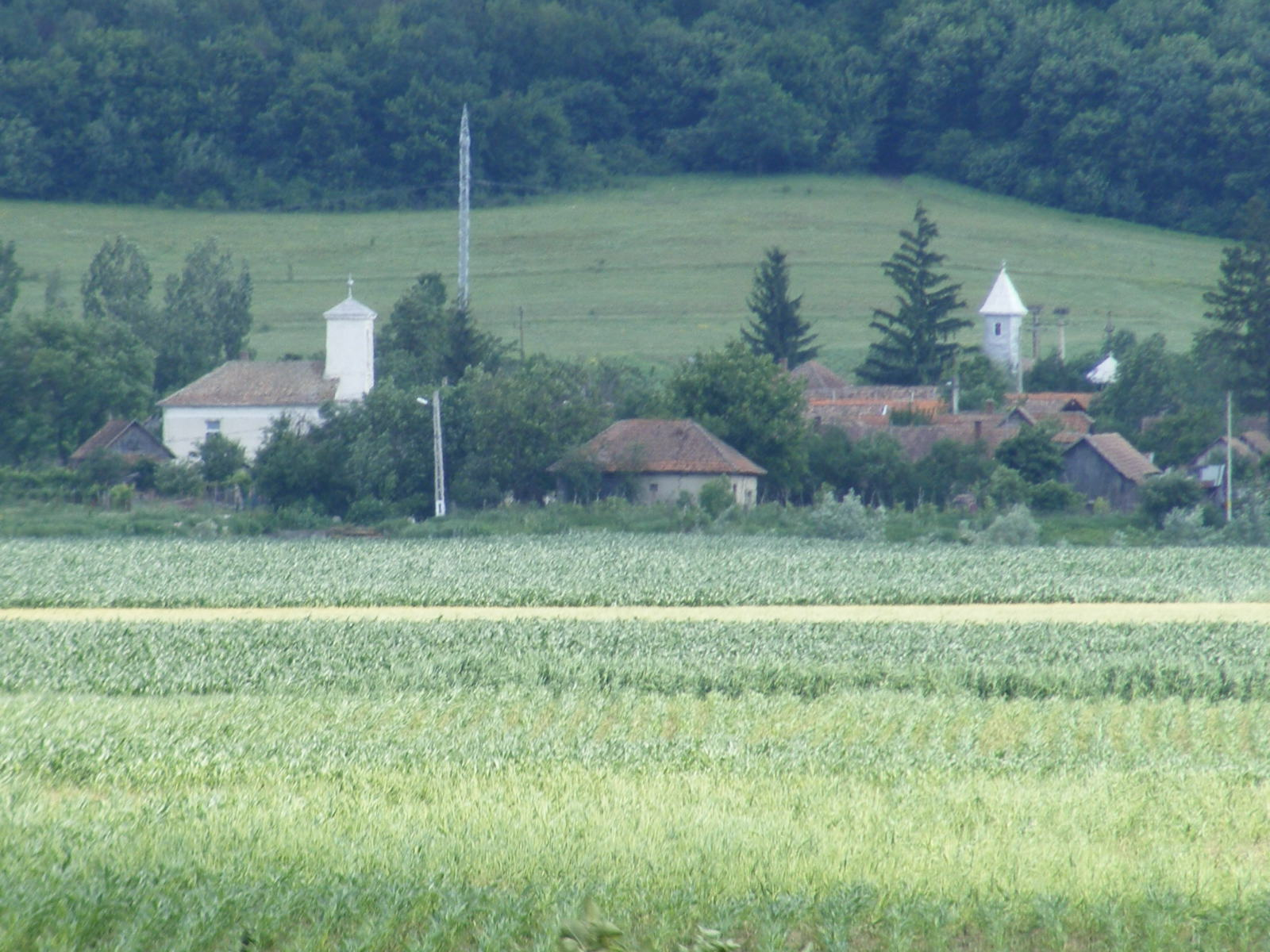
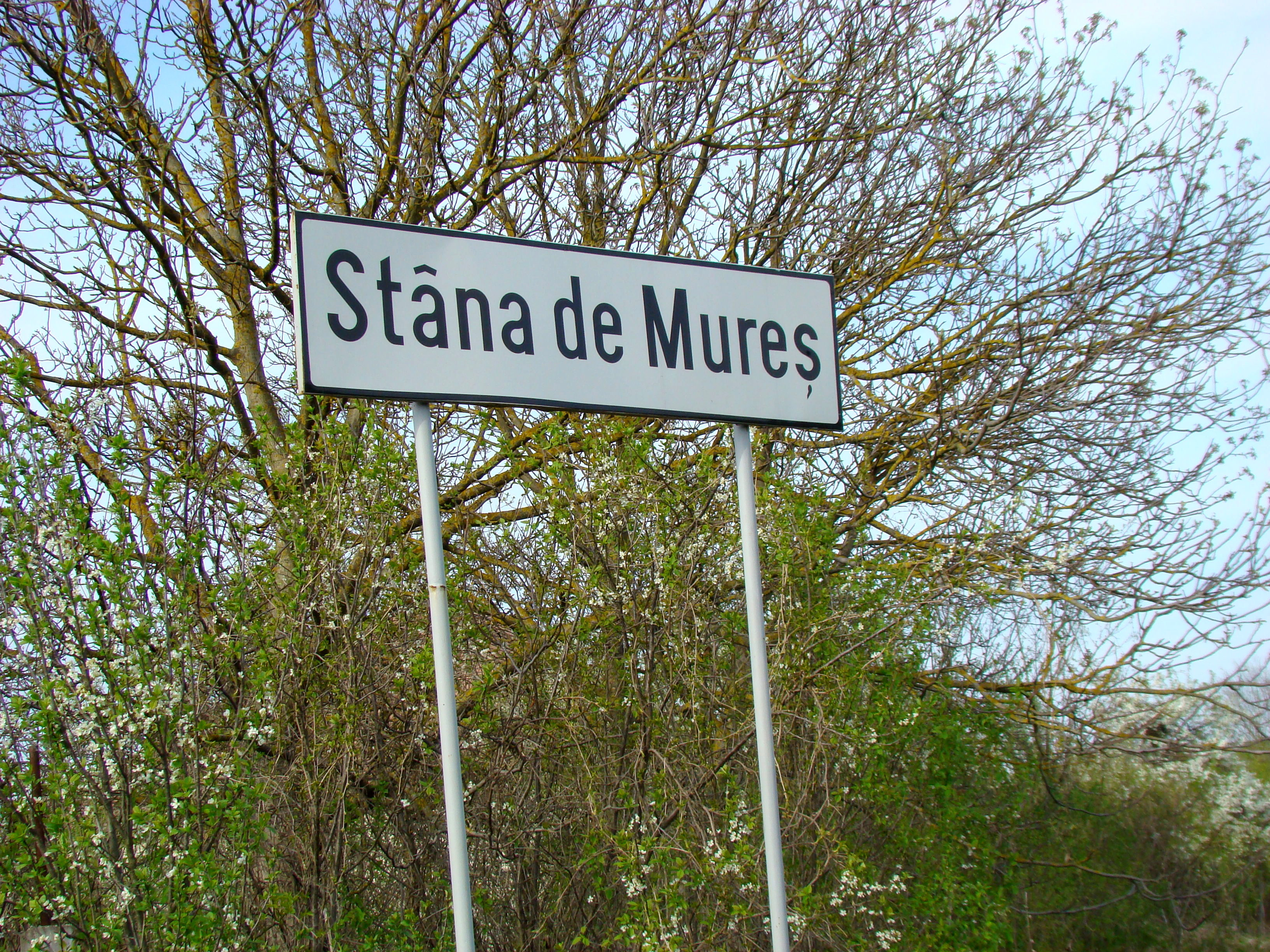
Intrarea în localitate
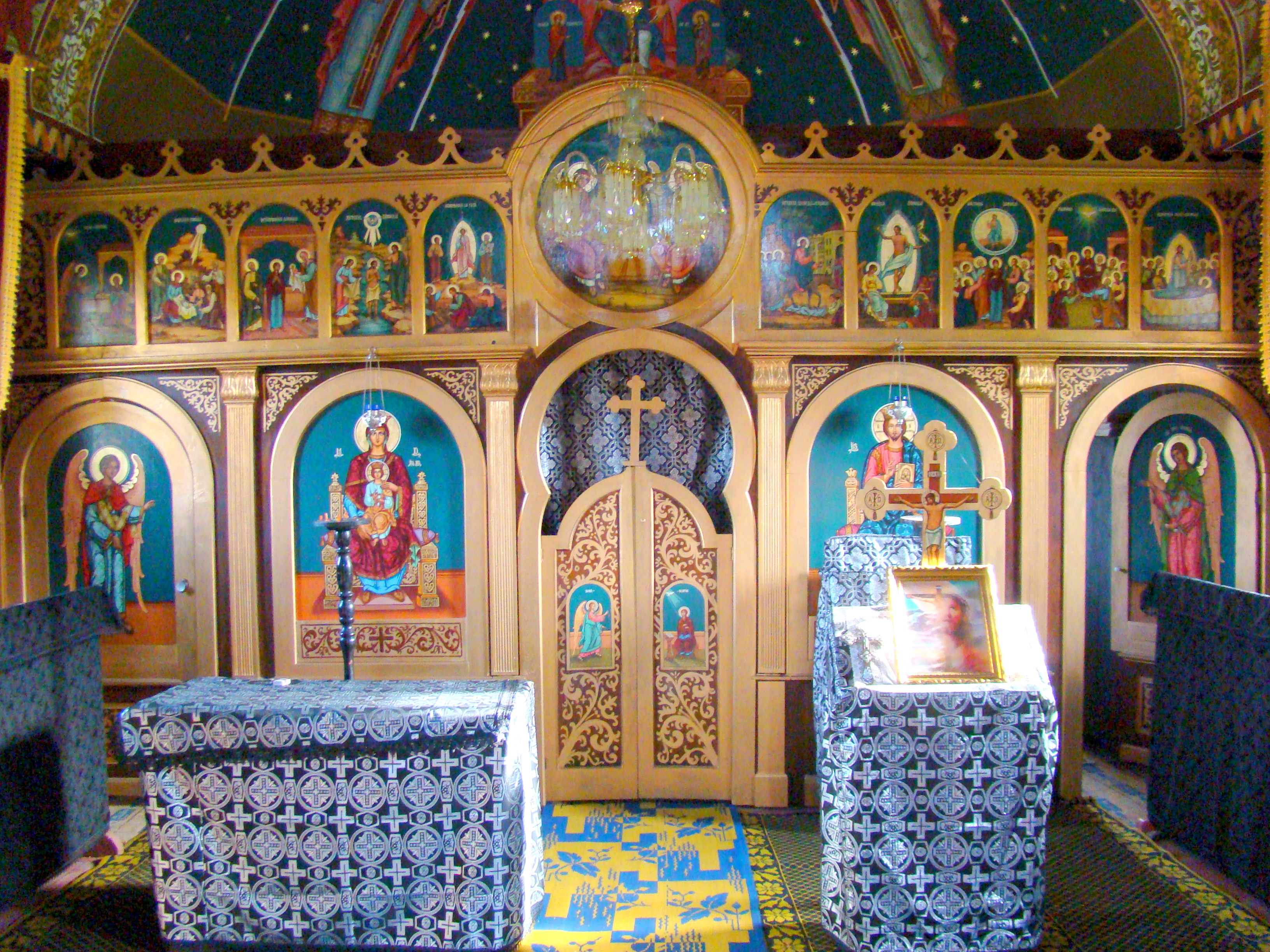
Biserica ortodoxă
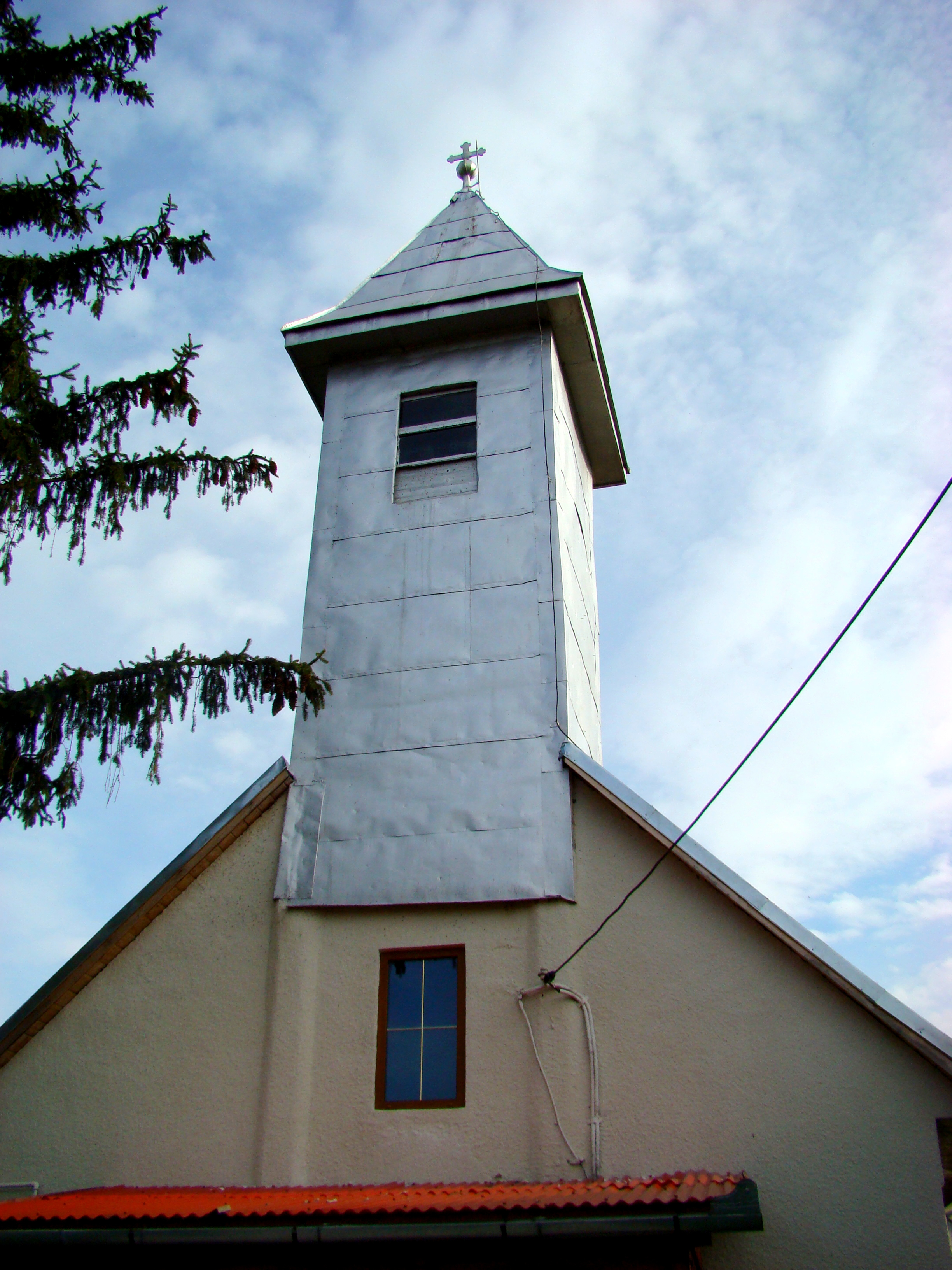
Turnul bisericii